# 스르프스카카메니체

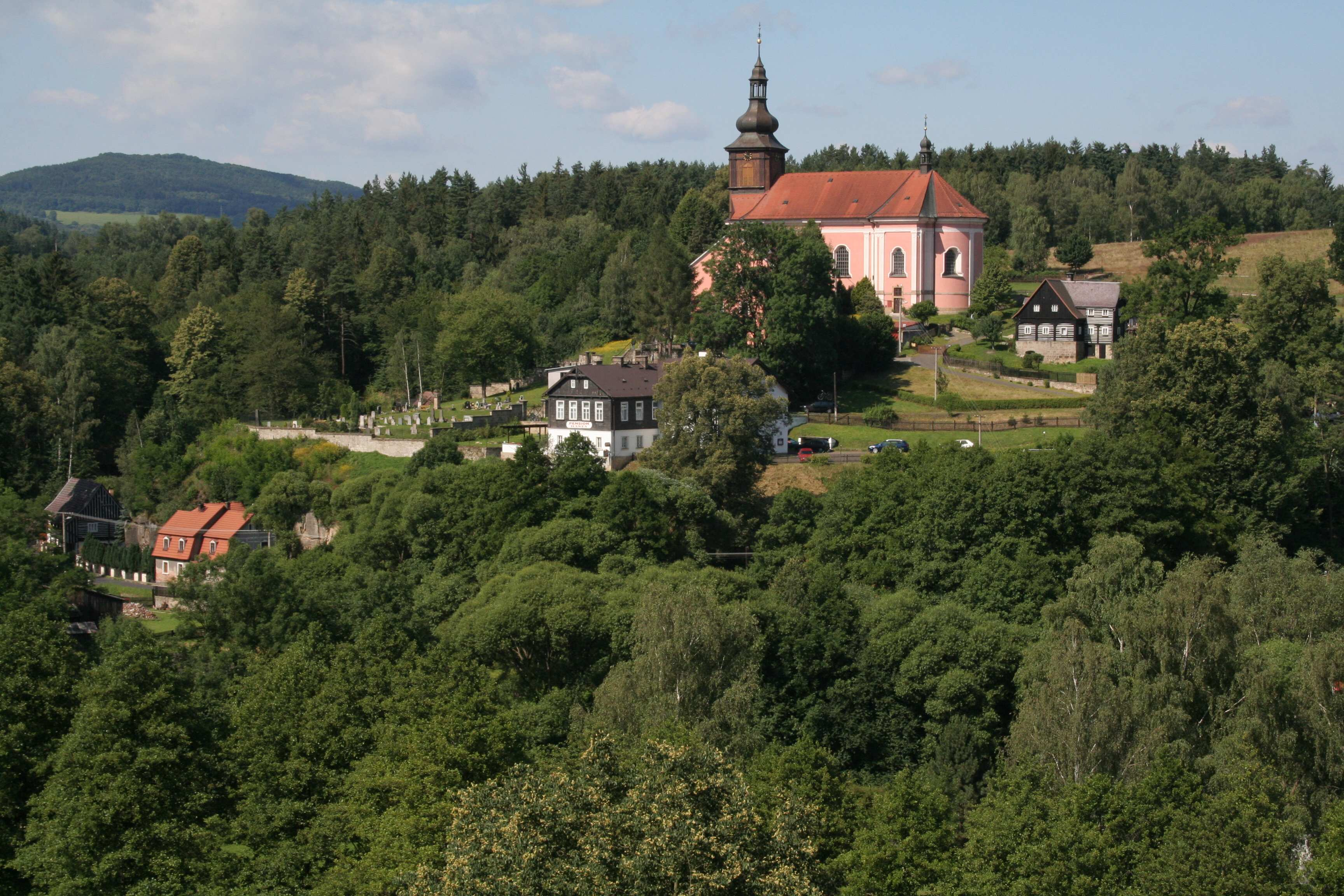
스르프스카카메니체에 위치한 성 바츨라프 교회

스르프스카카메니체(체코어: Srbská Kamenice, 독일어: Windisch Kamnitz 빈디슈캄니츠[*])는 체코의 우스티주에 자리한 마을로 면적은 11.73km2, 높이는 216m, 인구는 246명(2014년 기준), 인구 밀도는 21명/km2이다.
11세기경 신성 로마 제국의 하인리히 2세 황제의 침공으로 인해 독일에서 쫓겨난 소르브인이 세운 마을이다. 2005년 기준으로 총 206명의 주민이 살고 있다. 18세기 바로크 양식 교회와 1938년에 세워진 체코슬로바키아 요새를 보존한 야외 박물관이 주요 볼거리이다.
이 마을은 다른 쪽으로도 유명한데, 바로 1972년 1월 27일 항공기 JAT 367편이 추락한 장소이다. 해당 항공기에 탑승했다가 유일하게 살아남은 세르비아의 여자 승무원인 베스나 불로비치는 해발 10,160m 고도에서 추락해 살아남는 진기록을 세웠고, 이 기록은 기네스북에도 등재되어 있다. 불로비치는 2002년 사고 30주기를 맞아 마을을 다시 찾았으며 2016년에 세상을 떠났다. 마을 내에는 불로비치의 이름을 딴 하숙집도 있다.

시기
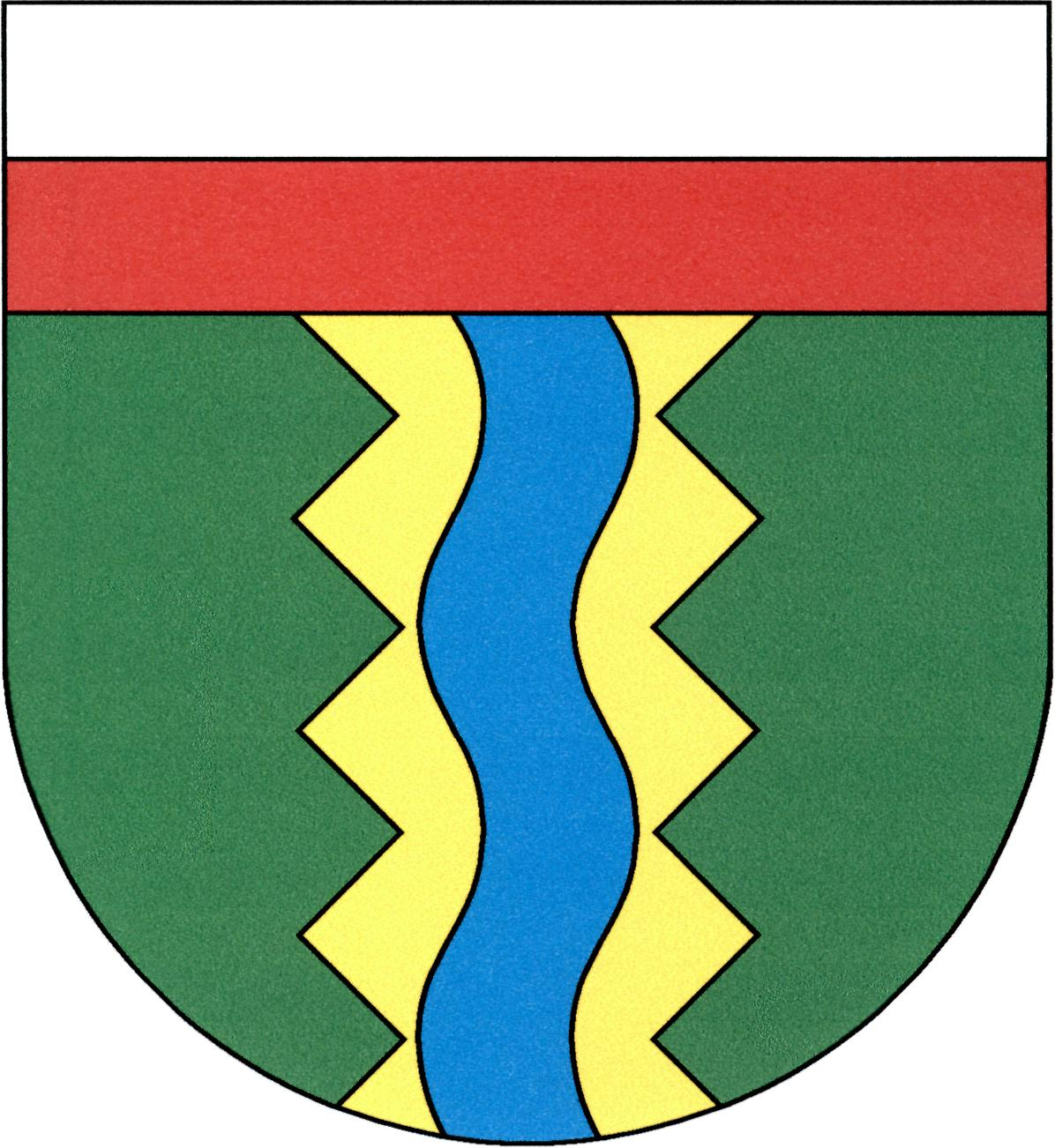
시 문장